# پلوژینه
شهر پلوژینه (به روسی: Плужине) در کشور مونته‌نگرو واقع شده‌است. جمعیت این شهر ۱٬۴۹۴ نفر  است.